# Vítor Baía
Vítor Manuel Martins Baía, OIH, ['vitɔɾ bɐ'iɐ] (* 15. Oktober 1969 in São Pedro da Afurada, Portugal) ist ein ehemaliger portugiesischer Fußballspieler.
In seiner Karriere als Torwart gewann er zahlreiche internationale Titel und bestritt 80 Länderspiele für die portugiesische Nationalmannschaft. Im Mai 2007 beendete er seine Karriere.

## Laufbahn
Vítor Baía begann seine Karriere beim Leça FC, wechselte aber schon mit dreizehn Jahren zur Jugendabteilung vom FC Porto. Am 11. September 1989 wurde er, im Alter von 19 Jahren, erstmals durch Artur Jorge für das Spiel gegen Vitória Guimarães in die Profimannschaft berufen. Er ersetzte Józef Młynarczyk, der zwei Jahre zuvor den Landesmeisterpokal mit Porto gewann, da dieser sich an der Schulter verletzt hatte. Ab diesem Zeitpunkt verlor er nicht mehr seinen Stammplatz. Auch in der Nationalmannschaft wurde er zum Stammtorhüter. Er debütierte am 19. Dezember 1990 im Spiel gegen die USA. In seiner ersten Zeit beim FC Porto gewann er fünf Mal die portugiesische Meisterschaft und zwei Mal den portugiesischen Pokal.
Nach der Teilnahme an der Fußball-Europameisterschaft 1996 wechselte er für acht Millionen Euro zum FC Barcelona, damals trainiert von Bobby Robson. Der Wechsel machte ihn zum teuersten Torwart seiner Zeit. Nach einer guten ersten Saison, die mit dem Gewinn des spanischen Pokals und des Europapokal der Pokalsieger endete, verletzte er sich im August 1997 am Knie, was ihn für fast zwei Saisons am Spielen hinderte. Selbst als er wieder fit war, wurde er von seinem Trainer Louis van Gaal nicht mehr als Stammtorwart eingesetzt. Dieser vertraute auf seinen Landsmann Ruud Hesp.
Im Januar 1999 wechselte er zurück zum FC Porto, nachdem er in Barcelona nicht mehr gesetzt war. Er übernahm das Trikot mit der Nummer 99, dem Jahr seiner Rückkehr zum FC Porto, da auch die Nummer 1 schon vergeben war. Dort fand er zur alten Stärke zurück und gewann schon im Jahr 2000 wieder einen Titel, den portugiesischen Pokal. Seine starken Leistungen führten auch zur Nominierung für die Fußball-Europameisterschaft 2000, wo er erst im Halbfinale, nach einem Strafstoß, ausschied. In der Saison 2000/01 verletzte er sich erneut am Knie. Die Verletzung galt für viele als sein Karriereende, doch zum Ende der Saison 2001/02 stand er wieder auf dem Platz und wurde in den Kader der portugiesischen Nationalmannschaft für die Fußball-Weltmeisterschaft 2002 berufen. Überraschenderweise wurde er zum Stammtorhüter erklärt, obwohl er kein Qualifikationsspiel bestritten hatte, womit Ricardo von Boavista Porto seinen Stammplatz verlor. Nach dem Ausscheiden in der Vorrunde wurde Baía nie wieder vom damaligen Nationalcoach Luiz Felipe Scolari für die Nationalmannschaft berufen, obwohl er in den nächsten Jahren auf Top-Niveau spielte.
In der Saison 2002/03 schaffte er mit dem FC Porto, unter der Leitung von José Mourinho, das Triple. Er gewann die portugiesische Meisterschaft, den portugiesischen Pokal und den UEFA-Pokal gegen Celtic Glasgow in Sevilla. Eine Saison später gewann er wieder die Meisterschaft und außerdem noch die UEFA Champions League gegen den AS Monaco in Gelsenkirchen. Die UEFA ernannte ihn sogar zum besten Torwart der Saison. Doch nicht mal diese Auszeichnung brachte ihm eine Nominierung für die Fußball-Europameisterschaft 2004 im eigenen Land.
Als Co Adriaanse in der Saison 2005/06 Trainer von Porto wurde, verlor Baía am Ende des Jahres 2005 seinen Stammplatz an Helton. Diesen konnte er auch bis zum Karriereende nie zurückerobern. In seiner letzten Saison wurde er im letzten Spiel eingewechselt, um die finalen Minuten in seiner Karriere zu spielen und den 700. Einsatz für den FC Porto zu absolvieren.

## Ehrungen

### Titel
- UEFA Champions League: 2004
- UEFA-Pokal: 2003
- Europapokal der Pokalsieger: 1997
- UEFA Super Cup: 1997
- Weltpokal: 2004
- Spanischer Meister: 1998
- Spanischer Pokalsieger: 1997, 1998
- Spanischer Supercup: 1998
- Portugiesischer Meister (10×): 1990, 1992, 1993, 1994, 1996, 1999, 2003, 2004, 2006, 2007
- Portugiesischer Pokalsieger (5×): 1991, 1994, 2000, 2003, 2006
- Portugiesischer Supercup (8×): 1991, 1992, 1994, 1995, 2000, 2003, 2004, 2006

### Auszeichnungen
- Welttorhüter (L’Équipe): 1993
- Europas Torwart des Jahres: 2004
- UEFA Torwart des Jahres: 2004
- Fußballer des Jahres von Portugal: 1989, 1991
- Torwart des Jahres (Portugal): 1989, 1991, 1992, 1993, 1994
- Torwart des Jahres (Spanien): 1997
- Orden des Prinzen Heinrich: 2008

## Trivia
- Er war der erste portugiesische Fußballnationalspieler, der 75 Einsätze für die Nationalmannschaft absolvierte.
- Seit 2004 hält er mit 1192 Minuten den Rekord für die längste Zeit ohne Gegentor in der portugiesischen Liga.
- In der Jubiläumskapsel der Zeit der UEFA, anlässlich ihres 50. Jubiläums, wurden auch ein Paar Torwarthandschuhe von Baía zugefügt.[1]